# Nutan
Nutan Samarth Behl, nota semplicemente come Nutan (Bombay, 4 giugno 1936 – India, 21 febbraio 1991), è stata un'attrice indiana.
Si tratta di uno dei volti più famosi di Bollywood. 
Appartiene ad una famiglia di cineasti: era la figlia dell'attrice Shobhna Samarth ed anche sua sorella più piccola, Tanuja, ha intrapreso la stessa carriera; quest'ultima peraltro è la madre di uno dei volti più noti del cinema indiano odierno, Kajol.
È stata l'unica attrice finora ad aver vinto per cinque volte i Filmfare Awards come miglior attrice protagonista.
Nel 1959 ha sposato Rajnish Behl; anche suo figlio, Mohnish Behl è un attore.

## Filmografia parziale
- Seema, regia di Amiya Chakrabarty (1955)
- Sujata, regia di Bimal Roy (1959)
- Chhalia, regia di Manmohan Desai (1960)
- Bandini, regia di Bimal Roy (1963)
- Milan, regia di Adurthi Subba Rao (1967)
- Anuraag, regia di Shakti Samanta (1972)
- Saudagar, regia di Sudhendu Roy (1973)
- Main Tulsi Tere Aangan Ki, regia di Raj Khosla (1978)
- Yudh, regia di Rajiv Rai (1985)
- Meri Jung, regia di Subhash Ghai (1985)
- Karma, regia di Subhash Ghai (1986)